# Кузнецов, Алексей Игоревич (футболист)
Алексе́й И́горевич Кузнецо́в (20 августа 1996, Брянск, Россия) — российский футболист, вратарь клуба «СКА-Хабаровск». Чемпион Европы в возрастной категории до 17 лет.

## Клубная карьера
Воспитанник футбольной школы «Чертаново», где занимался под руководством Михаила Сергеевича Буренкова.
В сентябре 2011 года в составе сборной Москвы, сформированной на базе команды «Чертаново», впервые стал победителем Первенства России среди межрегиональных объединений, проводившегося в Крымске, и получил звание «Кандидат в мастера спорта РФ» по футболу. В финале сборная Москвы победила сборную Приволжья со счётом 3:2.
В мае 2012 года стал с «Чертаново» чемпионом России по футболу среди команд спортивных школ и клубов (игроки 1996 г. р.).
В ноябре 2012 года в составе сборной Москвы, за которую выступали воспитанники столичных школ «Чертаново» и «Локомотив-2», стал победителем Первенства России среди межрегиональных объединений, проводившемся в Крымске.
В апреле 2013 года стал в составе команды «Чертаново» победителем престижного футбольного турнира «Монтегю» для клубных команд. Был признан лучшим голкипером турнира.
В сезоне 2015/16 был в составе клуба ПФЛ «Волга» Нижний Новгород, но не провёл ни одного матча.
В сезоне 2016/17 был заявлен за молдавский клуб «Зимбру», но также не сыграл ни одной игры.
Перед началом сезона 2017/18 перешёл в брянское «Динамо», где провёл сухую серию из 7 матчей. В сезоне 2020/21 стал лучшим игроком «Динамо» в голосовании болельщиков.
24 июня 2021 года подписал долгосрочный контракт с клубом РПЛ «Уфа». 22 сентября в матче Кубка России против команды «Легион Динамо» (0:0, 2:0 пен.) отразил пять послематчевых пенальти (один из ударов пробивался повторно).
9 февраля 2022 года на правах аренды перешёл в «Велес».

## Карьера в сборной
Впервые был вызван в юношескую сборную России для игроков 1996 года рождения на турецкий сбор в феврале 2012 года. Дебютировал в сборной 31 марта 2012 года в товарищеском матче с юношеской сборной Японии (2:1), который проходил во французском Нанте накануне турнира «Монтегю». Всего сыграл за сборную четыре неофициальных матча. На юношеском чемпионате Европы 2013 был запасным голкипером. По итогам турнира национальная команда России стала чемпионом Европы в возрастной категории до 17 лет. Кузнецов, как и его партнёры по сборной, получил за эту победу звание «Мастер спорта Российской Федерации».

## Личная жизнь
Женат. Узаконил свои отношения в апреле 2021 года.

## Достижения
- Победитель чемпионата Европы (до 17 лет): 2013
- Победитель чемпионата России по футболу среди команд спортивных школ и клубов (игроки 1996 г. р.): 2012